# Кедабек
Кедабек (азерб. Gədəbəy) — город и административный центр Кедабекского района Азербайджана. Расположен в предгорьях Малого Кавказа, в 51 км от железнодорожной станции Далляр.

## География и климат
Кедабек расположен в средней и высокогорной зоне Малого Кавказа. Температура здесь в июле колеблется от +10 С до +20 С, а в январе от −2 С до −10 С.

## Этимология
Своё название Кедабек приобрёл от расположенной поблизости крепости Гетабак (арм. Գետաբակ), впервые упомянутой в этой форме на армянском языке в источнике XIII века. Армянский историк XIII века Вардан Аревелци упоминает топоним в форме Getabaks.
По предположению немецкого учёного начала XX века Г. Хюбшмана, топоним происходит от арм. գետ [get] «река» + բակ [bak] «двор».
Согласно «Энциклопедическому словарю топонимов Азербайджана» 2007 года, название крепости Гетабак происходит от старотюркских слов кет, гедик (холм) и бек (смотритель).

## Население
По данным «Кавказского календаря» 1912 года в селе Кедабек Елизаветпольского уезда Елизаветпольской губернии жило 266 человек, в основном азербайджанцев, указанных «татарами».
Согласно результатам Азербайджанской сельскохозяйственной переписи 1921 года, селение Кедабек входило в состав одноимённого сельского общества Ганджинского уезда Азербайджанской ССР. Население — 1747 человек (490 хозяйств), преобладающая национальность — тюрки-азербайджанские (азербайджанцы).

Согласно переписи 1989 года, население Кедабека составляло 5049 человек.
| Год  | Численность | Численность |
| ---- | ----------- | ----------- |
| 1959 | 3509        | [ 7 ]       |
| 1970 | 4155        | [ 8 ]       |
| 1979 | 4453        | [ 9 ]       |
| 1989 | 5049        | [ 10 ]      |
| 2009 | 10 146      |             |

## История
Согласно «Энциклопедическому словарю топонимов Азербайджана», Кедабек был основан в 1863 году семьями — выходцами из Газаха.
Расположенная поблизости крепость Гетабак, по словам Т. Минасян, упоминается в средневековых армянских источниках с VII века. Это была одна из важнейших крепостей области Гардман. Армянские авторы (Киракос Гандзакеци, Вардан Аревелци, Степанос Таронеци Асогик) упоминают, что в этой крепости посвятил себя литературному творчеству средневековый армянский философ VII века Иоанн Майраванеци. Здесь он сочинил ряд своих произведений.
Кедабек, поселок городского типа с 1935 по 1990 год, получил статус города в том же году.
В середине XIX века в Кедабекском районе были открыты месторождения медных руд, а в 1855—1856 годах местными предпринимателями был построен медеплавильный завод. Позже завод был приобретен немецкой компанией Siemens и перестроен в 1865 году. В 1883 году компания Siemens построила Калакендский медеплавильный завод, а в 1879 году на Кавказе была построена первая 28-километровая железная дорога Кедабек-Калакенд. По этой железной дороге перемещалось 4 локомотива и 33 вагона. Сегодня мосты, построенные вдоль дороги, остаются историческим памятником. В 1883 году в селе Калакенд на территории царской России была построена первая гидроэлектростанция, а медь выплавляли электролизом на Калакендском медеплавильном заводе. В то время керосиновые лампы использовались в Лондоне, Париже и Санкт-Петербурге, столице Автопана, а электричество использовалось в Кедабеке.
В этот период немецкие ученые вели археологические раскопки в Кедабекском районе. Результаты археологических раскопок были опубликованы в Берлине немецким научным издательством Folker Spies в виде научного труда под названием Galakend. Работа хранится в Берлинском государственном музее.

## Знаменитости
- Микаил Хыдырзаде — выдающийся азербайджанский математик, первый азербайджанец, декан механико-математического факультета Азербайджанского государственного университета.
- Джалал Хидиров — азербайджанский политик, государственный служащий 1-го класса.  Награжден медалью «За отличие на государственной службе» (31 июля 2018 года). Ветеран Карабахской войны.
- Гудрат Пашаев — бывший первый заместитель главы исполнительной власти Кедабекского района, исполняющий обязанности главы исполнительной власти Кедабекского района (01.06.2018 — 28.08.2018).
- Мазахир Рустамов — Национальный Герой Азербайджана.
- Ильхам Алиев — Национальный Герой Азербайджана.
- Халил Исмаилов — доктор исторических наук, профессор, заслуженный деятель культуры, заведующий кафедрой Бакинского государственного университета.
- Сабир Мамедли — доктор политических наук, специальный представитель Министерства обороны Азербайджанской Республики в Кедабекском районе во время карабахской войны 1992 года, командир добровольческого батальона.
- Иззет Рустамов — заместитель премьер-министра Азербайджана (1994—1999), заведующий кафедрой социологии Бакинского государственного университета.
- Гамид Иманов — заведующий кафедрой философии Бакинского государственного университета (1976—2011).
- Бакир Магеррамов — геолог-нефтяник, доктор философии по геологии и минералогии (2005 г.), президент Азербайджанского общества геологов-нефтяников (2014—2015 гг.).
- Мирза Садыхов — академик, лауреат Государственной премии СССР.
- Нуреддин Рзаев — заслуженный деятель науки, профессор.
- Тофик Кочарли — академик Национальной академии наук Азербайджана.
- Гошгар Ахмедов — член-корреспондент Национальной академии наук Азербайджана.
- Тофик Расулов - (21 мая 1930 г. — 3 мая 2012 г.) — кандидат философских наук, профессор, заслуженный педагог Азербайджанской Республики.
- Зека Вилаятоглу — деятель культуры и искусства, писатель, певица.
- Ашыг Алтай Мамедов — заместитель председателя Союза ашугов Азербайджана, доктор философских наук, старший преподаватель Азербайджанского государственного университета культуры и искусств.
- Фахри Мюслум — поэт, публицист, доктор философских наук по экономике.